# Die blaue Lagune (1949)
Die blaue Lagune ist ein britischer romantischer Abenteuerfilm des Regisseurs Frank Launder aus dem Jahr 1949, der auf dem gleichnamigen Roman von Henry De Vere Stacpoole basiert, der im Jahre 1908 veröffentlicht wurde.

## Handlung
Emmeline Foster und Michael Reynolds sind britische Kinder, die in der viktorianischen Zeit leben. Bei einer Schiffspassage erleiden sie Schiffbruch im Südpazifik. Sie stranden auf einer tropischen Insel und treffen auf den freundlichen alten Seemann Paddy Button. Paddy erzieht die beiden Kinder, doch schon bald stirbt er nach einem Trinkgelage. Emmeline und Michael, beide nun Jugendliche, bleiben alleine zurück auf der Insel. Die Insel bietet den beiden Nahrung und Wasser zum Überleben.
Jahre später haben sich Emmeline und Michael zu stattlichen jungen Erwachsenen entwickelt. Ihre Beziehung zueinander, die zuerst geschwisterlich war, ändert sich in Liebe und Leidenschaft. Emmeline wird schwanger und bringt einen Jungen zur Welt. In ihrer Abgeschiedenheit leben sie als eine kleine Familie zusammen.
Als die Insel von zwei schurkischen Händlern heimgesucht wird, wird Michael gezwungen, nach Perlen zu tauchen. Emmeline erinnert sich daran, dass es eine Welt hinter den Weiten des Ozeans gibt. Aus Angst um ihr Kind versucht sie Michael dazu zu bringen, mit ihr und dem Jungen von der Insel zu flüchten. Michael lässt sich schließlich überzeugen. Die drei können mit einem kleinen Boot von der Insel entkommen. Als sie in eine Flaute geraten und das Boot nicht mehr weiterkommt, planen sie, sich ihrem Schicksal zu ergeben. Doch ein britisches Schiff kann die drei aufnehmen.

## Synchronisation
Die deutsche Synchronfassung entstand im Eagle-Lion Synchron Atelier, Hamburg. Volker J. Becker schrieb das Dialogbuch und führte Regie.
| Rolle        | Darsteller     | Synchronsprecher    |
| ------------ | -------------- | ------------------- |
| Emmeline     | Jean Simmons   | Gertrud Kückelmann  |
| Michael      | Donald Houston | Christian Marschall |
| Paddy Button | Noel Purcell   | Hermann Menschel    |

## Kritiken
Das Lexikon des internationalen Films bezeichnete den Film als "schön bebilderter, aber psychologisch wie dramaturgisch schwacher Film".

## Hintergrund
Die Uraufführung fand am 1. März 1949 in London statt. In Deutschland wurde der Film erstmals am 19. August 1950 gezeigt.
Drehort des Films war Viti Levu, die Hauptinsel der Fidschi-Gruppe.
Einer der Kameramänner unter Geoffrey Unsworth war Arthur Ibbetson.
Schon 1923 wurde Stacpooles Roman verfilmt. Unter der Regie von W. Bowden und Richard Cruickshanks spielten Molly Adair und Val Chard die Hauptrollen.
Die Neuverfilmung von 1980 mit Brooke Shields und Christopher Atkins hielt sich enger an die Romanvorlage und zeigte auch Nacktheit und sexuelle Inhalte. Mit Blue Lagoon: Rettungslos verliebt (2012) entstand eine weitere Verfilmung der literarischen Vorlage.